# Kattarps socken
Kattarps socken i Skåne ingick i Luggude härad, ingår sedan 1971 i Helsingborgs kommun och motsvarar från 2016 Kattarps distrikt.
Socknens areal är 22,92 kvadratkilometer varav 22,71 land. År 2000 fanns här 1 414 invånare.  Tätorten Hasslarp samt tätorten Kattarp med  sockenkyrkan Kattarps kyrka ligger i socknen.

## Administrativ historik
Socknen har medeltida ursprung med nuvarande kyrka byggd i slutet av 1100-talet
Vid kommunreformen 1862 övergick socknens ansvar för de kyrkliga frågorna till Kattarps församling och för de borgerliga frågorna bildades Kattarps landskommun. Landskommunen utökades 1952 och uppgick 1971 i Helsingborgs kommun. Församlingen uppgick 2002 i Välinge-Kattarps församling.
1 januari 2016 inrättades distriktet Kattarp, med samma omfattning som församlingen hade 1999/2000.  
Socknen har tillhört län, fögderier, tingslag och domsagor enligt vad som beskrivs i artikeln Luggude härad. De indelta soldaterna tillhörde Norra skånska infanteriregementet, Luggude kompani och Skånska husarregementet, Fleninge skvadron, Majorens kompani.

## Geografi
Kattarps socken ligger norr om Helsingborg och sydväst om Ängelholm med Hasslarpsån i öster. Socknen är en odlad slättbygd.
Under 1800-talet bestod Kattarps socken av byarna Kattarp, Östraby, Signestorp, Möllarp, Ellarp (Ebbarp) och Västra Kattarp samt den i väster belägna gården Svedberga vid Svedbergs kulle. 

## Fornlämningar
Tre boplatser från stenåldern är funna.

## Befolkningsutveckling
| Befolkningsutvecklingen i Kattarps socken 1571–2000 | Befolkningsutvecklingen i Kattarps socken 1571–2000 | Befolkningsutvecklingen i Kattarps socken 1571–2000 | Befolkningsutvecklingen i Kattarps socken 1571–2000 | Befolkningsutvecklingen i Kattarps socken 1571–2000 |
| --------------------------------------------------- | --------------------------------------------------- | --------------------------------------------------- | --------------------------------------------------- | --------------------------------------------------- |
|                                                     |                                                     |                                                     |                                                     |                                                     |
| År                                                  |                                                     |                                                     | Invånare                                            |                                                     |
| 1571                                                | 1571                                                |                                                     | 2671                                                | 2671                                                |
| 1620                                                | 1620                                                |                                                     | 3301                                                | 3301                                                |
| 1699                                                | 1699                                                |                                                     | 3101                                                | 3101                                                |
| 1718                                                | 1718                                                |                                                     | 3491                                                | 3491                                                |
|                                                     |                                                     |                                                     |                                                     |                                                     |
| 1810                                                | 1810                                                |                                                     | 592                                                 | 592                                                 |
| 1820                                                | 1820                                                |                                                     | 684                                                 | 684                                                 |
| 1830                                                | 1830                                                |                                                     | 702                                                 | 702                                                 |
| 1840                                                | 1840                                                |                                                     | 790                                                 | 790                                                 |
| 1850                                                | 1850                                                |                                                     | 916                                                 | 916                                                 |
| 1860                                                | 1860                                                |                                                     | 1 107                                               | 1 107                                               |
| 1870                                                | 1870                                                |                                                     | 1 234                                               | 1 234                                               |
| 1880                                                | 1880                                                |                                                     | 1 329                                               | 1 329                                               |
| 1890                                                | 1890                                                |                                                     | 1 314                                               | 1 314                                               |
| 1900                                                | 1900                                                |                                                     | 1 888                                               | 1 888                                               |
| 1910                                                | 1910                                                |                                                     | 2 290                                               | 2 290                                               |
| 1920                                                | 1920                                                |                                                     | 2 161                                               | 2 161                                               |
| 1930                                                | 1930                                                |                                                     | 1 949                                               | 1 949                                               |
| 1940                                                | 1940                                                |                                                     | 1 891                                               | 1 891                                               |
| 1950                                                | 1950                                                |                                                     | 1 701                                               | 1 701                                               |
| 1960                                                | 1960                                                |                                                     | 1 569                                               | 1 569                                               |
| 1970                                                | 1970                                                |                                                     | 1 581                                               | 1 581                                               |
| 1980                                                | 1980                                                |                                                     | 1 309                                               | 1 309                                               |
| 1990                                                | 1990                                                |                                                     | 1 332                                               | 1 332                                               |
| 2000                                                | 2000                                                |                                                     | 1 414                                               | 1 414                                               |
|                                                     |                                                     |                                                     |                                                     |                                                     |
| 1 Beräknad folkmängd                                |                                                     |                                                     |                                                     |                                                     |

## Namnet
Namnet skrevs på 1200-talet Katathorp och kommer från kyrkbyn. Efterleden är torp, 'nybygge'. Förleden innehåller mansnamnet Kati..